# Boule d'Or-Colnago
La Boule d'Or-Colnago, già Lano-Boule d'Or, era una squadra maschile belga di ciclismo su strada, attiva nel professionismo dal 1979 al 1983.
Diretta da Guillaume Driessens, era sponsorizzata dall'azienda di sigarette Boule d'Or e dal telaista italiano Colnago. Ottenne i principali successi con Alfons De Wolf, vincitore di cinque tappe e della classifica a punti alla Vuelta a España 1979 e del Giro di Lombardia 1980, e con Freddy Maertens, vincitore di cinque frazioni e della classifica a punti al Tour de France 1981. Sempre nel 1981, seppur con la maglia della Nazionale belga, Maertens vinse anche il titolo mondiale a Praga.

## Cronistoria

### Annuario
| Anno | Codice | Nome                   | Cat. | Biciclette | Dirigenza                                                         |
| ---- | ------ | ---------------------- | ---- | ---------- | ----------------------------------------------------------------- |
| 1979 | -      | Lano-Boule d'Or        | Pro  | Colnago    | Dir. sportivi: Guillaume Driessens, Julien Stevens                |
| 1980 | -      | Boule d'Or-Studio Casa | Pro  | Colnago    | Dir. sportivi: Guillaume Driessens, Julien Stevens, Walter Verlee |
| 1981 | -      | Boule d'Or-Sunair      | Pro  | Colnago    | Dir. sportivi: Guillaume Driessens, Willy Jossart                 |
| 1982 | -      | Boule d'Or-Sunair      | Pro  | Colnago    | Dir. sportivi: Guillaume Driessens, Willy Jossart                 |
| 1983 | -      | Boule d'Or-Colnago     | Pro  | Colnago    | Dir. sportivi: Guillaume Driessens, Willy Jossart, Walter Verlee  |

## Palmarès

### Grandi Giri
- Giro d'Italia

Partecipazioni: 1 (1980)
Vittorie di tappa: 0
Vittorie finali: 0
Altre classifiche: 0
- Tour de France

Partecipazioni: 3 (1981, 1982, 1983)
Vittorie di tappa: 8
1981: 5 (5 Freddy Maertens)
1982: 2 (2 Daniel Willems)
1983: 1 (Rudy Matthijs)
Vittorie finali: 0
Altre classifiche: 2
1981: Punti (Freddy Maertens), Sprint (Freddy Maertens)
- Vuelta a España

Partecipazioni: 2 (1979, 1983)
Vittorie di tappa: 9
1979: 9 (5 De Wolf, De Cnijf, Van Vlierberghe, Adri van Houwelingen, Bal)
Vittorie finali: 0
Altre classifiche: 1
1979: Punti (Alfons De Wolf)

### Classiche monumento
- Giro di Lombardia: 1

1980 (Alfons De Wolf)